# Храм Александра Невского (Ашхабад)
Храм Алекса́ндра Не́вского — русский православный храм в туркменском городе Ашхабад. Настоятелем храма по состоянию на 2019 год служит протоиерей Иоанн Копач, клирик храма иерей Вадим Проскурович. Здание церкви из белого жженного кирпича в виде креста, с деревянным куполом под железной крышей вмещает 350 человек.
- Престольный праздник — 12 сентября, 6 декабря

## История
Церковь во имя Святого Благоверного Великого князя Александра Невского была основана в 1882 году и освящена в 1900 году. Являлась походной церковью при 1-м Таманском полку Кубанского казачьего войска .